# Renato Di Lorenzo

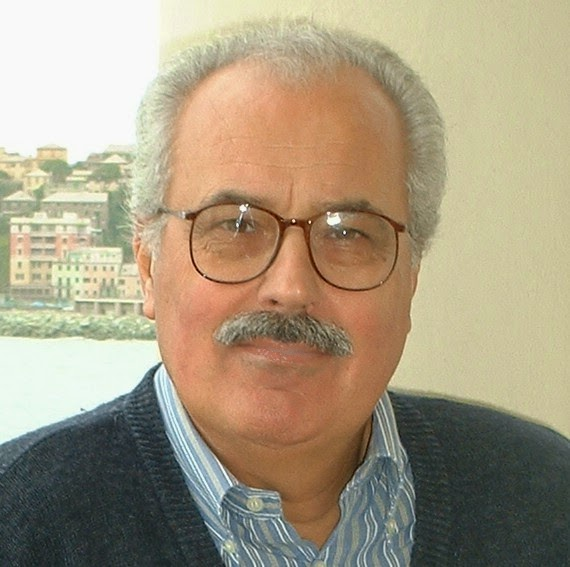
Renato Di Lorenzo

Renato Di Lorenzo (28 maggio 1944) è un ingegnere, scrittore e opinionista italiano.

## Biografia
Dopo aver conseguito nel 1968 la laurea in Ingegneria Elettronica con il massimo dei voti e una tesi sulla Relatività Generale, inizia immediatamente la sua carriera in Fiat e in Aeritalia, dove tra il 1970 e il 1974 è prima Ricercatore e poi Capo Progetto. 
Dal 1974 al 1978 lavora presso Mira Lanza come Direttore della Pianificazione Strategica, passando poi a Direttore Generale di una consociata.
Per circa un anno fa parte della Commissione Economica Nazionale del Partito Repubblicano Italiano.
Dal 1978 al 1980 è Direttore Centrale del Controllo Gestione della Sidalm (Motta-Alemagna) e insegna alla Facoltà di Economia e Commercio dell'Università di Bologna. 
Dal 1980 si dedica alla Consulenza di Direzione e Organizzazione Aziendale, via via specializzandosi nell'Area Finanza delle Banche e svolgendo una intensa attività di formatore.
Pubblica articoli in Italia e negli Stati Uniti ed è autore di una serie di manuali di argomento finanziario per il Gruppo Sole 24 Ore che vendono oltre 280'000 copie, pubblicati con successo anche all'estero, da Springer Verlag, Diaz de Santos e altri, sia in lingua inglese che spagnola.
Pubblica anche romanzi a sfondo finanziario per Mondadori ed altri editori. 
Nel 2014 ha attivato il sito "Analytic Trading" (con il sito connesso "Analytic Trading Shop") dove si occupa di divulgazione finanziaria e analisi tecnica e dove analizza e pubblica notizie dai vari mercati finanziari mondiali.
Dal 2015 entra a far parte degli autori della casa editrice Guerini Next di Milano, iniziando la pubblicazione di una collana di volumi sul Day Trading.

## Opere

### Romanzi
- (2003) L'Assalto, Mondadori, Milano
- (2004) Evidenze, Foschi Editore, Forlì
- (2005) Tara, Foschi Editore, Forlì
- (2006) I trafficanti, Hobby & Work, Milano
- (2006) Katarina e il pericolo della neve, Foschi Editore, Forlì
- (2007) Penombre, Hobby & Work, Milano
- (2007) Supermarket, Foschi Editore, Forlì
- (2008) Ombre gemelle, Falzea, Reggio Calabria
- (2008) 10 Morti, Foschi Editore, Forlì
- (2008) 100 Croci, Foschi Editore, Forlì
- (2009) Rosengade 39, Mursia, Milano
- (2010) Una spina, Foschi Editore, Forlì

### Saggistica
- (1972) “The Application of System Engineering Methods to Economics”, Fiat, Centro Elettronico Avio, Torino, documento a uso interno
- (1973) “Lineamenti di una teoria sistemistica della gestione dell'impresa”, Convegno Elettronica 2, Torino
- (1973) “Multiloop Control of the Production Enterprise”, in Proceedings of the Fifth Annual Symposium on System Theory, North Carolina State University and Duke University, Raley (NC)
- (1973) “A Case Study in Organization Dynamics”, IEEE Transactions on Engineering Management, luglio
- (1979) “Taking into Account Opportunity Cost in the IRR Calculations, and the Theory of the Firm”, RDL&A, documento a uso interno
- (1991) Guadagnare investendo all'estero, Il Sole 24 Ore, Milano
- (1996) “A Chaotic Model of the Financial Markets (CSSP)”, accettato al 15th IMACS World Congress, Berlin, 24-29 agosto 1997
- (1996) “Forecastability and Tradability”, International Conference on Chaos, Fractals & Models '96, Università di Pavia, 25-27 ottobre
- (1996) “Infinite nth Moment Detection: An Un-Decidable Question? An Euristic Discussion”, accettato all'Enumath 1997, Università di Heidelberg, 29 settembre-3 ottobre
- (1996) “Evidenze statistiche riguardanti un nuovo metodo di Trading sui mercati finanziari”, AF - Analisi Finanziaria, n. 24, pp. 46-58, disponibile anche nella versione inglese. (in collaborazione con V. Sciarretta)
- (1997) “HYPIN: Hyper Interpolation Analysis”, accettato alla Second Italian Matlab Conference, autunno
- (1997) “Naive Trading Rules in a High-Frequency Environment”, Olsen Conference on High-Frequency Data, Zurich, autunno
- (1999) “Realistically Speaking”, Futures, 28(3)
- (1999) “Sample This”, Futures, 28(11)
- (2005) Guadagnare in Borsa con l'analisi tecnica, vol. I, seconda edizione, Il Sole 24 Ore, Milano
- (2006) Guadagnare in Borsa con l'analisi tecnica, vol. II, seconda edizione, Il Sole 24 Ore, Milano
- (2006) Guadagnare in Borsa con l'analisi tecnica, vol. III, seconda edizione, Il Sole 24 Ore, Milano
- (2006) Smettetela di piangervi addosso: scrivete un bestseller, Gribaudo Editore, Milano
- (2006) Guadagnare in Borsa con Renato Di Lorenzo, Il Sole 24 Ore, Milano
- (2006) Individuare i Trend per guadagnare in Borsa, Il Sole 24 Ore, Milano (in collaborazione con Riccardo Grasselli)
- (2007) Come guadagnare in Borsa con il Trading Intraday, Il Sole 24 Ore, Milano
- (2008) Quanto investire per guadagnare in Borsa, Il Sole 24 Ore, Milano
- (2008) Come prevedere per guadagnare in Borsa. Le tecniche per gestire l'incertezza e il rischio, Il Sole 24 Ore, Milano
- (2009) Come non perdere in Borsa, Il Sole 24 Ore, Milano
- (2010) Come guadagnare in Borsa, settima edizione, Il Sole 24 Ore, Milano
- (2010) Come guadagnare in Borsa con Internet, quarta edizione, Il Sole 24 Ore, Milano
- (2010) Come guadagnare in Borsa con un capitale minimo, quarta edizione, Il Sole 24 Ore, Milano
- (2010) Guadagnare in Borsa con il trading veloce, Il Sole 24 Ore, Milano
- (2010) Ganar en Bolsa, Diaz de Santos, Madrid
- (2011) Corinnah Kroft e le figure diaboliche Il Sole 24 Ore, Milano
- (2011) Le opzioni di Corinnah Kroft, Il Sole 24 Ore, Milano
- (2011) Come scrivere un bestseller “giallo”, Metamorfosi, Milano
- (2011) Cassandra non era un'idiota, Springer-Verlag, Milano
- (2011) Le parole del trader di Borsa, Il Sole 24 Ore, Milano (in collaborazione con Emilio Cuomo)
- (2011) Il nuovo guadagnare in borsa con Renato di Lorenzo. Tutto quello che serve per investire con professionalità, sicurezza e autonomia, Il Sole 24 Ore, Milano
- (2011) Corinnah Kroft e i numeri magici, Il Sole 24 Ore, Milano
- (2012) Come guadagnare in borsa con i trading systems, Il Sole 24 Ore, Milano
- (2012) Il Successo. Smettetela di piangervi addosso e fate parlare di voi, Mind Edizioni, Milano
- (2012) Trading systems. Theory and Immediate Practice, Springer Verlag, Milano-London
- (2012) How to make money by fast trading. A guide to success, Springer Verlag, Milano-London
- (2012) Scrivete un best seller. Regole e tecniche della narrazione, Metamorfosi
- (2012) Trading Online, 16 volumi, Il Sole 24 Ore, Milano
- (2013) Trading Online 2.0, 12 volumi, Il Sole 24 Ore, Milano
- (2013) Basic technical analysis of financial markets. A modern approach, Springer Verlag
- (2013) La guida del Sole 24 Ore all'analisi tecnica. Tutto il percorso, dai trend ai trading system, Il Sole 24 Ore, Milano
- (2015) Guadagnare in Borsa con il Day Trading, Guerini Next, Milano